# Micrometrus
Micrometrus és un gènere de peixos pertanyent a la família dels embiotòcids.

## Taxonomia
- Micrometrus aurora (Jordan & Gilbert, 1880)[4]
- Micrometrus minimus (Gibbons, 1854)[5][6][7][8][9][10][11]